# Fernand Goyvaerts
Fernand Goyvaerts (Malines, 24 d'octubre de 1938 - Bruges, 5 d'abril de 2004) belga de les dècades de 1960 i 1970.

## Trajectòria
Debutà amb el primer equip del Club Brugge a l'edat de 16 anys. El 1958, un penal seu enfront del CS Verviers fou decisiu per l'ascens del club a la primera divisió belga. L'any 1962 deixà el club per fitxar pel FC Barcelona, amb un traspàs de 125.000 pessetes. Durant tres temporades al Barça guanyà una Copa i fou votat millor estranger de la lliga. El 1965 fitxà pel Reial Madrid, on jugà dues temporades sense massa minuts. Amb el conjunt blanc guanyà la Copa d'Europa el 1966 i la Lliga el 1967.
A continuació acompanyà el seu entrenador Alfredo Di Stéfano a l'Elx CF on jugà durant una temporada. A continuació jugà a l'OGC Nice de França, Cercle Brugge, KSC Lokeren, WS Lauwe i Racing Doornik. Amb la selecció belga jugà 8 partits entre 1959 i 1961. Un cop retirat fou entrenador i representant de jugadors.

## Palmarès
- Copa d'Europa de futbol:
  - 1965-66
- Lliga espanyola:
  - 1966-67
- Copa espanyola:
  - 1962-63